# Абырвалг
«Абырва́лг» — второе (нередко цитируется как первое) слово, сказанное героем повести Михаила Булгакова «Собачье сердце» Шариковым после его «оживления» в человеческом облике. Слово прозвучало также в одноимённом фильме, снятом режиссёром Владимиром Бортко (1988).

## Сюжет
По сюжету повести профессор Преображенский пересаживает семенники и гипофиз человека (погибшего в драке вора, дебошира и алкоголика) дворовой собаке. После пересадки с собакой начинают происходить неожиданные изменения («очеловечение») — она приобретает облик человека и начинает говорить. Первым отчётливо понятным словом, зафиксированным в дневнике доктора Борменталя (одного из героев повести), становится именно слово «Абырвалг». Позднее профессор Преображенский «расшифровывает» это слово как «главрыба».
Само слово происходит от прочитанного справа налево сокращённого названия Главного управления по рыболовству и рыбной промышленности Наркомпрода РСФСР. Это было второе слово, произнесённое Шариковым после успешной операции (первое — «абыр», то есть «рыба» наоборот, но оно может считаться и составной частью слова «Главрыба»).

Абыр-абыр…. абырвалг!
Согласно фабуле «Собачьего сердца», Шариков, будучи собакой, умел читать названия на магазинах, возле которых обычно обитали бездомные собаки в поисках пищи. Но название этого магазина читал он справа налево, так как подходил к магазину всегда с правой стороны, опасаясь милиционера. По мнению же доктора Борменталя, причина чтения с конца была «в перерезке зрительных нервов собаки».

## Происхождение и трактовка
По мнению М. Н. Пановой, Булгаков таким образом высмеял пристрастие советских чиновников к сокращённым названиям.
Библейской аллюзией считает «абырвалг» Б. М. Гаспаров:

Первое слово, которое произнёс Шарик, — «абырвалг» — это прочитанная в обратном направлении вывеска «Главрыба». Чтение Шариком справа налево иронически намекает на семитское письмо; само же слово «рыба» является раннехристианским символом Христа.

Литературовед А. К. Жолковский выдвинул другое предположение о происхождении слова «абырвалг»: рассматривая речь Шарикова в контексте литературного мотива обучению речи неразумного существа, он сопоставляет её с речью русалки в рассказе А. Аверченко «Русалка», где русалка бессмысленно повторяет «Рыбы-ы… дай рыбы». Такое обучение Шарикова чтению, возможно, является аллюзией на известное стихотворение Маяковского («А я обучался азбуке с вывесок, листая страницы железа и жести»).
По версии заведующего отделом литературы Серебряного века Государственного литературного музея и правнука одного из друзей Булгакова М. Шапошникова в Калабуховском доме в квартире 20 жил Иван Герасимович Потапов, служивший товароведом в Московской областной конторе «Главрыба» Наркомата пищевой промышленности, позже репрессированный.

## В культуре
Слово стало крылатым. В честь него называется питейное заведение в Перми. Также этим именем были названы несколько предприятий в разных регионах России[где?].
В 2011 году произошёл скандал вокруг одноимённого блюда из рыбы, выпускавшегося в Перми. В рекламе была использована другая крылатая фраза из «Собачьего сердца» — «В очередь, сукины дети, в очередь!» В том же году рекламная кампания «Абырвалга» была удостоена первой премии на ежегодном конкурсе маркетинговых услуг «Серебряный Меркурий» в номинации «Лучшее творческое решение интегрированной кампании».